# Lista de la Decencia
La Lista de la Decencia formalmente conocida como Decentes, fue una coalición electoral colombiana fundada en 2017 con miras a las elecciones legislativas y presidenciales de 2018. 
Agrupaba a los partidos Unión Patriótica, la Alianza Social Independiente, el Movimiento Alternativo Indígena y Social, el movimiento Todos Somos Colombia, Fuerza ciudadana y la Colombia Humana. En las elecciones legislativas de 2018 la coalición logró conseguir seis escaños en el Congreso de la República, repartidos en cuatro puestos al Senado y dos a la Cámara de Representantes.

## Historia
El acuerdo de la coalición Lista de la Decencia se efectuaron en Bogotá como el primer grupo político de izquierda tras el regreso del partido Unión Patriótica. Los líderes de los partidos Gustavo Petro, Aída Avella y Jesús Chávez acordaron la creación del mismo con el objetivo de reforzar la colectividad de izquierda para obtener las participaciones para el senado y la cámara del congreso de la república. La coalición de la decencia fortaleció a la izquierda y centro izquierda de Colombia aliando a partidos, movimientos y grupos significativos de ciudadanos (G.S.C.) como la Colombia Humana, Todos Somos Colombia, el Movimiento Alternativo Indígena y Social, la Alianza Social Independiente y la Unión Patriótica.
En las elecciones legislativas, celebradas el 11 de marzo de 2018, la lista de la decencia liderada por Gustavo Petro obtuvo una votación numerosa con 523.286 votos para el senado. La lista de la decencia obtuvo 4 escaños en el senado y en la cámara de representantes, en sus cinco listas (Bogotá, Cundinamarca, Risaralda, Sucre y Tolima) tuvo 262.282 votos y obtuvo 2 escaños, ambos de Bogotá. Su senador más votado fue Gustavo Bolívar y en la cámara de representantes la representante más votada fue María José Pizarro Rodríguez, hija del asesinado líder guerrillero y candidato presidencial del M-19, Carlos Pizarro.
El Movimiento Alternativo Indígena y Social y el Movimiento Colombia humana eligieron a Gustavo Petro como candidato a la presidencia de la república y a Ángela María Robledo como fórmula vicepresidencial.
Consultas interpartidistas
El 11 de mayo junto con las elecciones legislativas se hicieron las consultas interpartidistas entre la centroderecha y la centroizquierda del país. La consulta de la centroizquierda llamada Inclusión social para la paz con un total de mesas informadas del 100,00%, el ganador fue Gustavo Petro con una votación de 2.853.731 votos y derrotó a Carlos Caicedo que tuvo 515.309 votos; y en la consulta de centroderecha llamada Gran consulta por Colombia el ganador fue Iván Duque Márquez con una votación de 4.044.509 votos con los que derrotó a Marta Lucía Ramírez y a Alejandro Ordóñez.

## Elecciones Parlamentarias
|  | 3.41 % |

|  | 1.84 % |

## Elecciones Presidenciales
| Año  | Candidatos    | Candidatos     | 1.ª Vuelta | 1.ª Vuelta | 2.ª Vuelta | 2.ª Vuelta | Resultado     | Notas                                                  |
| Año  | Presidente    | Vicepresidente | Votos      | %          | Votos      | %          | Resultado     | Notas                                                  |
| ---- | ------------- | -------------- | ---------- | ---------- | ---------- | ---------- | ------------- | ------------------------------------------------------ |
| 2018 | Gustavo Petro | Ángela Robledo | 4 855 069  | 25.08      | 8 040 449  | 41.77      | Segundo lugar | Candidato único por la coalición Lista de la Decencia. |